# Szikora György (labdarúgó)
Szikora György (Tardoskedd, 1947. március 2. – Pozsony, 2005. december 12.)  magyar származású 21-szeres csehszlovák válogatott, labdarúgó, középpályás később edző.

## Pályafutása

### A válogatottban
1966 és 1971 között 21 alkalommal szerepelt a csehszlovák válogatottban és két gólt szerzett.

## Sikerei, díjai
- Csehszlovák bajnokság
  - 2.: 1974–75. 1976–77